# Minuto terrestre
El minuto terrestre es una unidad de ángulo, basado en el sistema de ángulos horarios. Esta unidad representa el ángulo en que gira la Tierra durante un minuto. De esta manera, la circunferencia se subdivide en 1440 minutos terrestres. Al igual que en el caso de las unidades horarias, un minuto terrestre se compone de 60 segundos terrestres, mientras que 60 minutos terrestres dan lugar a una hora.
Dada su directa relación con la rotación terrestre, este sistema de unidades es particularmente utilizado en astronomía, especialmente en la medición de la ascensión recta.
No ha de ser confundido con un minuto sexagesimal, el cual divide a un grado sexagesimal en 60 unidades. Dado que una hora corresponde a 15 grados sexagesimales, un minuto terrestre corresponde a 15 minutos sexagesimales (o un cuarto de grado sexagesimal).
A su vez, el segundo terrestre es una fracción 1/60 del minuto terrestre, que es igual a 15 segundos sexagesimales o 1/4 de minuto sexagesimal. Equivale al ángulo que gira la Tierra en el lapso de 1 segundo.